# Бон-Жезус-ду-Токантинс (Пара)

Бон-Жезус-ду-Токантинс на карте штата.

Бон-Жезус-ду-Токантинс (порт. Bom Jesus do Tocantins) — муниципалитет в Бразилии, входит в штат Пара. Составная часть мезорегиона Юго-восток штата Пара. Входит в экономико-статистический микрорегион Парагоминас. Население составляет 15 298 человек на 2010 год. Занимает площадь 2816,616 км². Плотность населения — 5,43 чел./км².

## История
Город основан 10 мая 1988 года. 

## Демография
Согласно сведениям, собранным в ходе переписи 2010 г. Национальным институтом географии и статистики (IBGE), население муниципалитета составляет:
| Полное население                               | Полное население                               | Полное население                               | Полное население                               | 15 298 |
| ---------------------------------------------- | ---------------------------------------------- | ---------------------------------------------- | ---------------------------------------------- | ------ |
| в том числе:                                   | Городское население                            | 8158                                           | Процент городского населения, %                | 53,33  |
|                                                | Сельское население                             | 7140                                           | Процент сельского населения, %                 | 46,67  |
|                                                | Мужское население                              | 8051                                           | Процент мужского населения, %                  | 52,63  |
|                                                | Женское население                              | 7247                                           | Процент женского населения, %                  | 47,37  |
| Плотность населения, чел/км²                   | Плотность населения, чел/км²                   | Плотность населения, чел/км²                   | Плотность населения, чел/км²                   | 5,43   |
| Население муниципалитета в % к населению штата | Население муниципалитета в % к населению штата | Население муниципалитета в % к населению штата | Население муниципалитета в % к населению штата | 0,20   |

По данным оценки 2015 года, население муниципалитета составляет 16 227 жителей.

## Статистика
- Валовой внутренний продукт на 2003 год составляет 65 045 607,00 реалов (данные: Бразильский институт географии и статистики).
- Валовой внутренний продукт на душу населения на 2003 год составляет 4742,66 реалов (данные: Бразильский институт географии и статистики).
- Индекс развития человеческого потенциала на 2000 год составляет 0,618 (данные: Программа развития ООН).

## Важнейшие населенные пункты
| № | Населённый пункт       | Населённый пункт (порт.) | Категория | Население чел. (2010) | На карте                       |
| - | ---------------------- | ------------------------ | --------- | --------------------- | ------------------------------ |
| 1 | Бон-Жезус-ду-Токантинс | Bom Jesus do Tocantins   | город     | 8158                  | 5°02′51″ ю. ш. 48°36′01″ з. д. |
| 2 | Сан-Раймунду           | São Raimundo             | поселок   | 650                   | 5°07′54″ ю. ш. 48°48′26″ з. д. |
| 3 | Гавиойнс               | Gaviôes                  | поселок   | 372                   | 5°09′47″ ю. ш. 48°56′22″ з. д. |